# Зивертс, Адольф
Адольф Зивертс (нем. Adolf Sieverts; 7 октября 1874, Гамбург — 8 января 1947, Йена) — немецкий химик, известен экспериментальными исследованиями растворимости водорода в металлах; профессор университета Йены.

## Биография
С 1894 года Адольф Зивертс изучал химию в Дрезденском университете, а также — в университетах Лейпцига и Геттингена. В 1898 году в Геттингене, под руководством Отто Валлах, Зивертс получил степень кандидата наук, защитив диссертацию по органической химии («Beiträge zur Kenntnis des Pinols»). В дальнейшем его исследования были связаны с проблемами неорганической химии.
В 1902 году Зивертс начал работать на фабрике фарфора «Мейсен», а в 1904 — стал ассистентом в институте прикладной химии и фармацевтики Лейпцигского университета. С этого момента его основные работы касались химического анализа и твердотельной химии: прежде всего, растворимости водорода в металлах и сплавах. В 1907 году он защитил докторскую диссертацию на тему «Occlusion und Diffusion von Gasen durch Metalle» в Лейпциге.
В декабре 1916 года Зивертс стад главой физико-химического факультета Института физической химии и электрохимии (сегодня — Институт имени Фрица Габера Общества Макса Планка) в Берлине. В 1920-х годах Зивертс опубликовал некоторые результаты своих исследовании 1917—1918 годов. С 1918 года он также преподавал в университетах Лейпцига, Грайфсвальда и Франкфурта-на-Майне. В 1927 году получил приглашения стать полным профессором неорганической химии на факультете математики и естественных наук в университете Йены: был также назначен директором химической лаборатории. Кроме основных курсов по экспериментальной неорганической химии, читал курс «Специальная неорганическая химия», в которой представлял результаты своих исследований металлов и металлоидов.
В годы гиперинфляции в Веймарской республике дом Зивертс несколько раз в неделю принимал низкооплачиваемых помощников и членов их семей, а также — малообеспеченных студентов. Политические тенденции в Германии после Первой мировой войны (см. приход к власти национал-социалистов) сделали Зиверта аполитичным. 25 апреля 1942 года он подал заявление о выходе на пенсию — был освобожден от служебных обязанностей 1 октября. Скончался 8 января 1947 года от голода.

## Работы
- Das Aufnahmevermögen der Eisen-Molybdän-Legierungen für Wasserstoff und Stickstoff / Sieverts, Adolf. — Düsseldorf : Verl. Stahleisen, 1934.
- A. Sieverts: Z. Elektrochem. Angew. Phys. Chem. 16, 707 (1910).
- A. Sieverts: Z. Phys. Chemie 77 (1911) 591.
- A. Sieverts, Z. Physik. Chem. 88, 451 (1914).
- A. Sieverts, E. Jurisch und A. Metz, Z. anorg. Chem., 1915, 92, 329.
- A. Sieverts: Zeitschrift f. Metallkunde, 2(1929) 37
- A. Sieverts und K. Briining: Z. Phys. Chem., 1934, A168, 411

## Хобби
Адольф Зивертс считался виртуозным пианистом и часто играл для родственников и друзей.